# Чесна куртизанка (фільм)
«Чесна куртизанка» (англ. Dangerous Beauty, досл. «Небезпечна краса») — фільм режисера Маршалла Херсковіца 1998 року, екранізація біографії венеційської куртизанки Вероніки Франко.

## Сюжет
Венеція, XVI століття. Розпуста стала нормою життя міста, і коли в родини Франко не вистачає грошей на посаг для доньки Вероніки, мати вирішує зробити з неї елітну повію — куртизанку. Дівчина досягає успіху на цьому терені — серед її клієнтів виявляються шляхетні мешканці міста, а також її колишній коханий Марко Веньєр, який був вимушений одружитися за розрахунком.
Вероніка навіть рятує Венецію — у захваті від неї, король Франції Генріх III вирішує допомогти республіці проти турецької експансії. Але виявляється, що Венеції загрожує дещо грізніше, ніж турки — чума. Коли помирає 56 тисяч мешканців міста, ревнителі закликають в місто інквізиторів. Вероніку притягують до суду інквізиції. Свідком звинувачення виступає бідний поет Маффіо Веньєр (кузен Марка), якому Вероніка свого часу відмовила в сексуальних утіхах. Він заявляє, що жінка зачаклувала його. Тоді Марко вдається до останнього засобу — закликає встати всіх клієнтів Вероніки. Головний інквізитор приходить в жах від видовища нобілів, що встали. Навіть сам єпископ, також колишній клієнт куртизанки, захищає її. До того ж, Вероніка Франко вимовляє панегірик на захист проституції.

## В ролях
- Кетрін Маккормак — Вероніка Франко
- Руфус Сьюелл — Марко Веньєр
- Олівер Плетт — Маффіо Веньєр
- Фред Ворд — Доменіко Веньєр
- Наомі Воттс — Джулія Де Лецце
- Мойра Келлі — Беатріса Веньєр
- Жаклін Біссет — Паола Франко
- Ерун Краббе — П'єтро Веньєр
- Джоанна Кессіді — Лора Веньєр
- Меліна Канакаредес — Лівія
- Деніел Лапейн — Серафіно Франко
- Джастін Мічелі — Єлена Франко
- Джейк Вебер — король Генріх
- Саймон Даттон — міністр Рамберті
- Грант Расселл — Франческо Мартененґо
- Пітер Айр — додж
- Карла Кассола — Катерина
- Джанні Музі — Йосиф
- Майкл Калкін — єпископ Де Ла Торре
- Ральф Райч — Лоренцо Ґрітті
- Шарлотта Рендл — Франческа
- Альберто Россатті — Андреа Трон
- Анна Содзані — Марина
- Луіс Мольтені — Джакомо Баяльї
- Тім МакМуллан — фанатик
- Річард О’Каллаган — фанатик
- Ленор Ломан — венеційська дружина
- Мод Бонанні — венеційська дружина
- Джая Дзоппі — венеційська дружина